# 路易二世 (西法兰克)
（口吃者）路易二世 （法語：Louis II le Bègue，846年11月1日—879年4月10日）是西法兰克王国国王，查理二世（即秃头查理）和妻子奥尔良的厄门特鲁德的长子，是加洛林王朝的阿基坦国王（称路易三世，866年—879年）和西法兰克王国国王（称路易二世，877年—879年），但他并没有像父亲一样加冕为皇帝，导致自查理大帝以后由加洛林王朝君主垄断的所谓的“罗马人的皇帝”之位首次空缺。

## 生平

### 阿基坦国王
路易二世生下来就是个口吃，故得绰号“口吃者”，也因此可能并不被其父秃头查理喜爱。而他最大的弟弟孩童查理则深得其父的喜爱，并且在855年10月被立为阿基坦的国王，年方6岁，年长3岁的路易则没有获得任何王冠。“阿基坦国王”是秃头查理自838年其叔父阿基坦的丕平一世死后一直意欲染指却未获得的头衔，而且他的祖先查理大帝尚在世时也把这个头衔给了他的继承人虔诚者路易。秃头查理把这样的头衔给了孩童查理，可见他比较喜欢次子而不是长子，甚至有意立次子为继承人。
然而路易比较幸运，在其父尚在世时，弟弟孩童查理于866年9月29日去世，没有留下后嗣。路易遂继承弟弟的王位，称阿基坦国王路易三世。

### 西法兰克国王
秃头查理于877年10月5日驾崩后，路易继承西法兰克王位，正式称号为“法兰克人的国王路易二世”，从名义上继承了除普罗旺斯外的全部西法兰克领土，而普罗旺斯被他父亲在生前赠与了普罗旺斯的博索。同年12月8日，他在贡比涅由兰斯大主教英克玛加冕，正式即位。

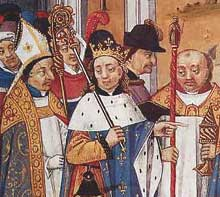
（第二次）加冕后的路易二世（中），他左边戴着三重冕的人是教皇若望八世。

路易二世对于事实上早已分裂的法兰克帝国的皇帝称号没有什么野心。当878年9月7日罗马教皇若望八世正在特鲁瓦参加会议时，便第二次为路易二世加冕。教皇还想加冕他为皇帝，继承他父亲秃头查理的帝号，却被路易二世婉拒。
路易二世是一位平庸的君主，体质虚弱，在他父亲秃头查理去世后两年也死了，所以政治上少有建树。他被描绘成“一个单纯而和蔼的人，和平、公正和信仰的爱好者”，他在统治期间一直受制于贵族。在878年，他把西班牙边区的巴塞罗那、赫罗那和贝萨鲁三个伯国赠与多毛的威尔弗雷德。他最后的重大行动是与肆虐欧洲的维京人（即北欧海盗）作战。但征讨开始后不久，他就病倒了，并于879年的4月10日在贡比涅驾崩，享年32岁。

## 遗产
路易二世死后，按照法兰克人的传统，西法兰克王国（后成为法国）的国土被分给他与第一任妻子所生的两个儿子——路易三世和卡洛曼二世，兄弟二人共治。而洛林的土地则被他的堂弟、萨克森国王路易二世获得，成为洛林王国（或称罗泰凌吉亚），而萨克森的路易二世是属于加洛林王朝的东法兰克（后成为德国）支系的，从此德、法两国为了洛林展开了长期争夺，洛林也成为两国争夺欧陆霸权的主要战场。

## 婚姻和家庭
路易二世於856年娶布列塔尼国王里瓦隆的不知名的女儿為妻，862年娶表妹勃艮第伯爵哈德瓦恩之女安斯加尔德為第二任妻子，863年安斯加尔德生下長子路易三世、869年生下長女吉塞拉、867年生下卡洛曼二世、另有一名女兒希尔德加德生年不詳，路易二世之後於875年再娶巴黎伯爵阿达拉尔德或查理之女阿德莱德為第三任妻子，生有一女一子厄门特鲁德及查理三世（遗腹子）。